# Australian Skeptics
L'Australian Skeptics è un'associazione no-profit con sede in Australia che si propone di investigare il paranormale e le pseudoscienze utilizzando metodi scientifici.

## Storia
L'Australian Skeptics fu fondata a Victoria nel 1980 dopo la visita nel paese di James Randi che incoraggiò la fondazione di una istituzione analoga al CSICOP (oggi CSI) statunitense. L'associazione crebbe passando, nel giro di un anno, dall'essere localizzata solo a Melbourne all'aprire una sede in ogni Stato.

## Premi e ricompense
L'Australian Skeptics offre 100.000 dollari australiani a chi prova di avere poteri paranormali. Una parte di questi soldi (20.000 dollari) va a chi presenta la persona che si sottoporrà con successo alla prova (entrambi i soggetti possono comunque coincidere nella stessa persona).
Ogni anno l'associazione mette in palio numerosi premi, incluso un premio per giovani scrittori. Tra i premi c'è il Bent Spoon Award che viene assegnato a chi formula la più assurda o stupida teoria paranormale o pseudoscientifica 

## The Skeptic
Il giornale dell'Australian Skeptics è il The Skeptic, iniziato a pubblicare nel 1981. Il primo numero, a firma del Presidente dell'associazione, Mark Plummer, comparve nel gennaio del 1981. Nello stesso anno furono pubblicati 3 numeri. The Skeptic è usato largamente dai media australiani per avere un punto di vista differente sulle questioni esaminate dall'Australian Skeptics.
Dal 1987 il giornale è pubblicato da una società: l'Australian Skeptics Inc nel Nuovo Galles del Sud. Dal 1990 è edita da Barry Williams 

## The (Skeptic) TANK Vodcast
Il TANK Vodcast, prodotto da Richard Saunders dell'Australian Skeptics and Mystery Investigators, è un podcast e vodcast. Lo show è ospitato da Richard Saunders e Stefan Sojka, che presentano anche indagini e interviste. Come reporter del "TANK Vodcast" sono stati coinvolti: Jayson Cooke, Karen Stollznow, Kylie Sturgess e Michael Wolloghan. Precedenti ospiti sono stati: James Randi, Eugenie C Scott, Phil Plait, Rebecca Watson, Tim Minchin e Alison Smith.

## No Answers in Genesis
No Answers in Genesis (letteralmente: "Nessuna risposta nella Genesi") è un sito web affiliato all'Australian Skeptics che fornisce informazioni a difesa della teoria evoluzionista in particolare contro la teoria creazionista. Fondato da atei australiani e dallo scettico John Stear, un impiegato statale in pensione, il sito web contiene link, articoli e altro materiale volto a confutare il creazionismo. Stear afferma che il sito si propone sia di educare sia di illustrare le problematiche della teoria creazionista. Il sito inoltre contiene semplici concetti introduttivi sulla teoria evoluzionista .

## Principali membri dell'Australian Skeptics
- Phillip Adams A.O.
- Peter Bowditch
- Professor Colin Groves
- Dr Donald Laycock (dec)
- Dr Steve Roberts aka 'Dr. Bob'
- Dick Smith
- Richard Saunders (Chief Spoon Bender)
- John Stear
- Karen Stollznow (Associate Editor)
- David Vernon
- Barry Williams (Editor)